# Фулертон (Небраска)
Фулертон (енгл. Fullerton) град је у америчкој савезној држави Небраска.

## Демографија
По попису из 2010. године број становника је 1.307, што је 71 (-5,2%) становника мање него 2000. године.
| Група             | 2000.         | 2010.         |
| Белци             | 1.326 (96,2%) | 1.279 (97,9%) |
| Афроамериканци    | 0 (0,0%)      | 6 (0,5%)      |
| Азијати           | 1 (0,1%)      | 0 (0,0%)      |
| Хиспаноамериканци | 34 (2,5%)     | 13 (1,0%)     |
| Укупно            | 1.378         | 1.307         |